# Austroleucon levis
Austroleucon levis är en kräftdjursart som först beskrevs av Hale 1945.  Austroleucon levis ingår i släktet Austroleucon och familjen Leuconidae. Inga underarter finns listade i Catalogue of Life.